# Rasmus Sjöberg
Rasmus Sjöberg, född 1990, uppväxt i Frillesås,  är en svensk motocrossförare som kör MX2. Han var med i EM 2007 som bland annat kördes på Svampabanan i Tomelilla.
Körde 2013 VM i Uddevalla.
Kom 2:a i SM 2015.